# Iglesia de Nuestra Señora de Guadalupe (El Almendro)
La iglesia de Nuestra Señora de Guadalupe es un templo católico que se encuentra en el municipio de El Almendro, provincia de Huelva (España).

## Descripción
El edificio es de planta rectangular y está formada por tres naves, con la cabecera compuesta por un crucero y tres capillas en el presbiterio. Algunas de sus partes, como las naves y columnas se piensa que se pudieron levantar en el último cuarto del siglo XVI. 

## Historia
Ha sufrido múltiples reformas hasta llegar al estado actual. En 1936 fue saqueada destruyéndose sus 12 retablos y 43 imágenes. A pesar de todas estas pérdidas, su visita se hace muy interesante por el cúmulo de anécdotas y curiosidades que albergaron sus muros a lo largo de su historia. Actualmente se encuentra en ruinas, esperando a que pueda ser restaurada.

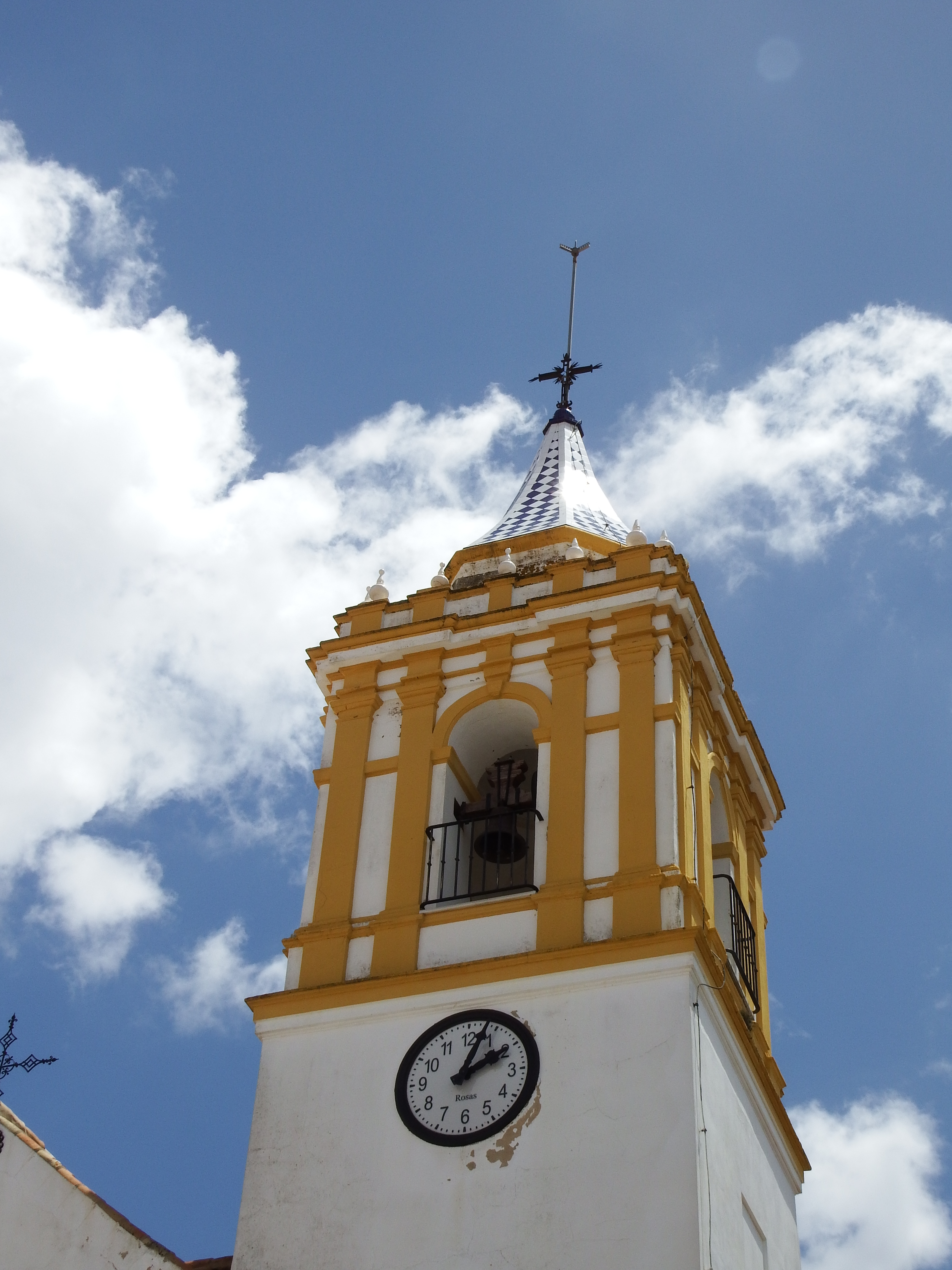
Campanario